# Granoturris
Granoturris là một chi ốc biển, là động vật thân mềm chân bụng sống ở biển trong họ Conidae, họ ốc cối.

## Các loài
Các loài thuộc chi Granoturris bao gồm:
- Granoturris presleyi Lyons, 1972[2]